# Herminia maculifera
Herminia maculifera är en fjärilsart som beskrevs av Butler 1889. Herminia maculifera ingår i släktet Herminia och familjen nattflyn. Inga underarter finns listade i Catalogue of Life.